# Stenbus

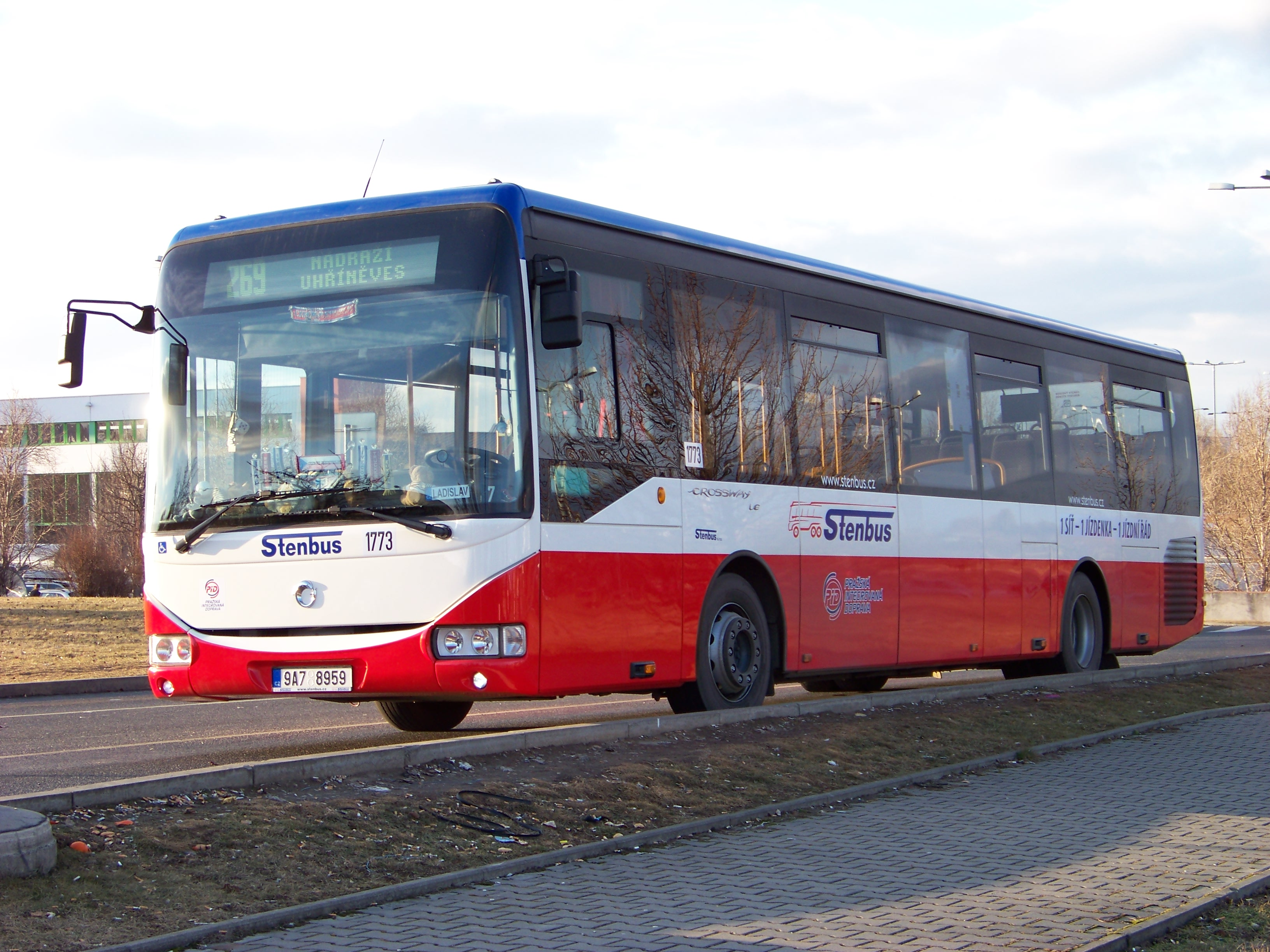
Autobus Irisbus Crossway LE linky PID č. 269 v barvách PID na konečné u obchodního centra v Čakovicích, rok 2012

STENBUS s.r.o. (psáno i Stenbus) je pražský, převážně autobusový dopravce, vlastněný Stanislavem a Lukášem Jiráskovými. Pod značkou Stanislav Jirásek – STENBUS jezdí autobusy od roku 1995, od prosince 2008 přešla většina činností pod s. r. o. Veřejnou dopravu provozuje Stenbus vlastním jménem od března 2009, kdy převzal první městské linky Pražské integrované dopravy, v dubnu 2012 začal provozovat i příměstskou linku PID. Jako živnostník provozuje podílník společnosti Stanislav Jirásek od června 2011 autobusy firmy Stenbus dálkovou linku 137444 z Prahy na Šumavu.

## Historie firmy
Na svém webu uvádí STENBUS s.r.o., že tato společnost vznikla v roce 1995. V letech 1995–2008 jezdily autobusy Stenbus pod hlavičkou podnikající fyzické osoby Stanislav Jirásek – STENBUS. Počátek firmy STENBUS s.r.o. je podle obchodního rejstříku k 10. prosinci 2008, a to změnou vlastníka, sídla a názvu původní společnosti AUTOPARKING spol. s r.o. z Úhonic, existující od roku 2001. Podílníky jsou ze 60 % Stanislav Jirásek a ze 40 % Lukáš Jirásek, oba z Lipenců. Sídlo firmy je v rodinném domku na adrese bydliště Lukáše Jiráska, provozovna je na adrese Bystrá 761/10 v Horních Počernicích (bývalý areál Chema, dnes YUGO ALLOYS).
Firma provozuje převážně autobusovou dopravu. Dále inzeruje blíže neurčené servisní služby a v rubrice nákladní dopravy pouze odtah vozem Liaz 150 s hydraulickou rukou.

## Autobusová doprava

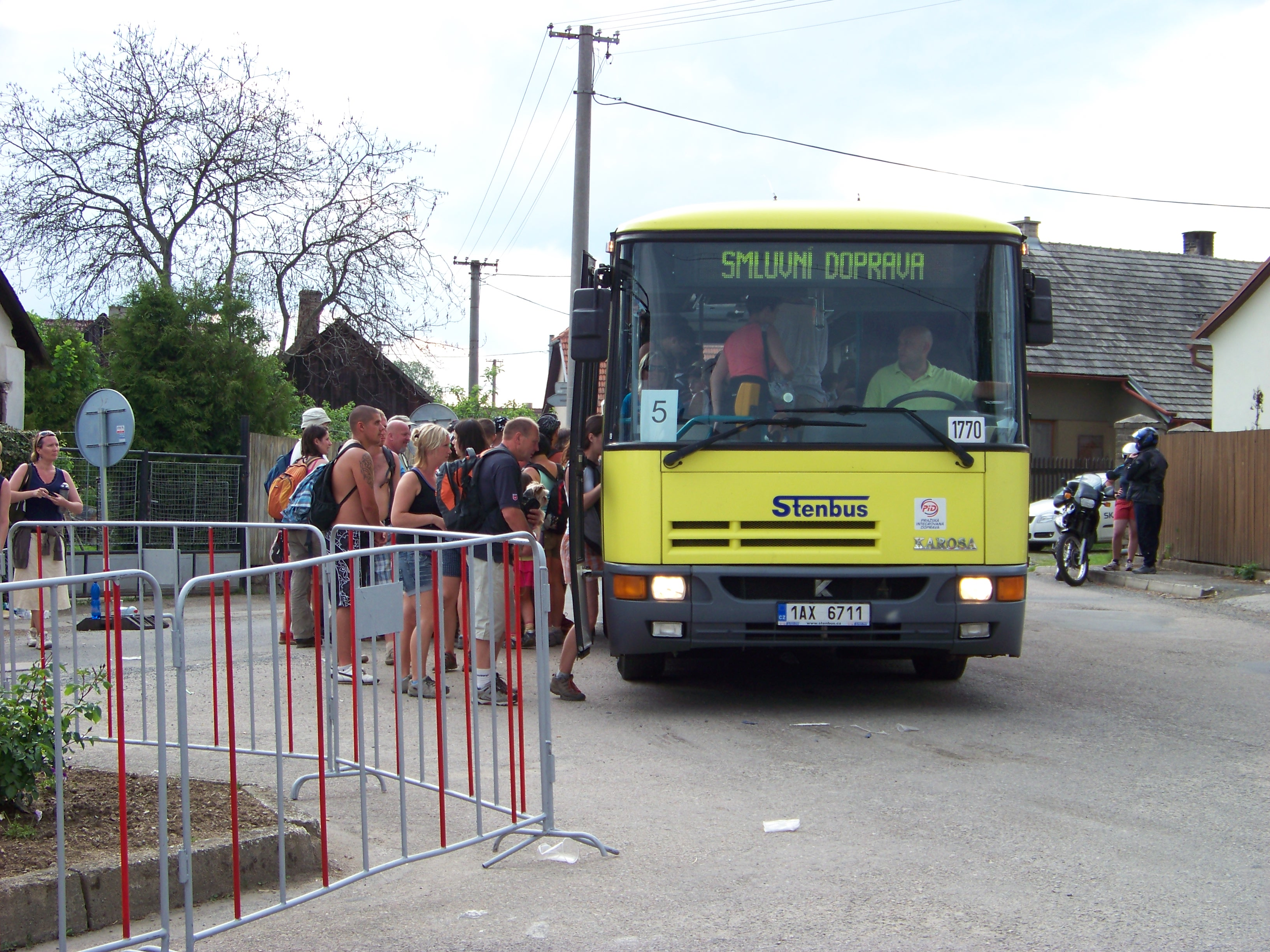
STENBUS se pravidelně jako subdodavatel Libora Valenty podílí na kyvadlové dopravě z Prčice při pochodu Praha-Prčice, Snímek z roku 2011

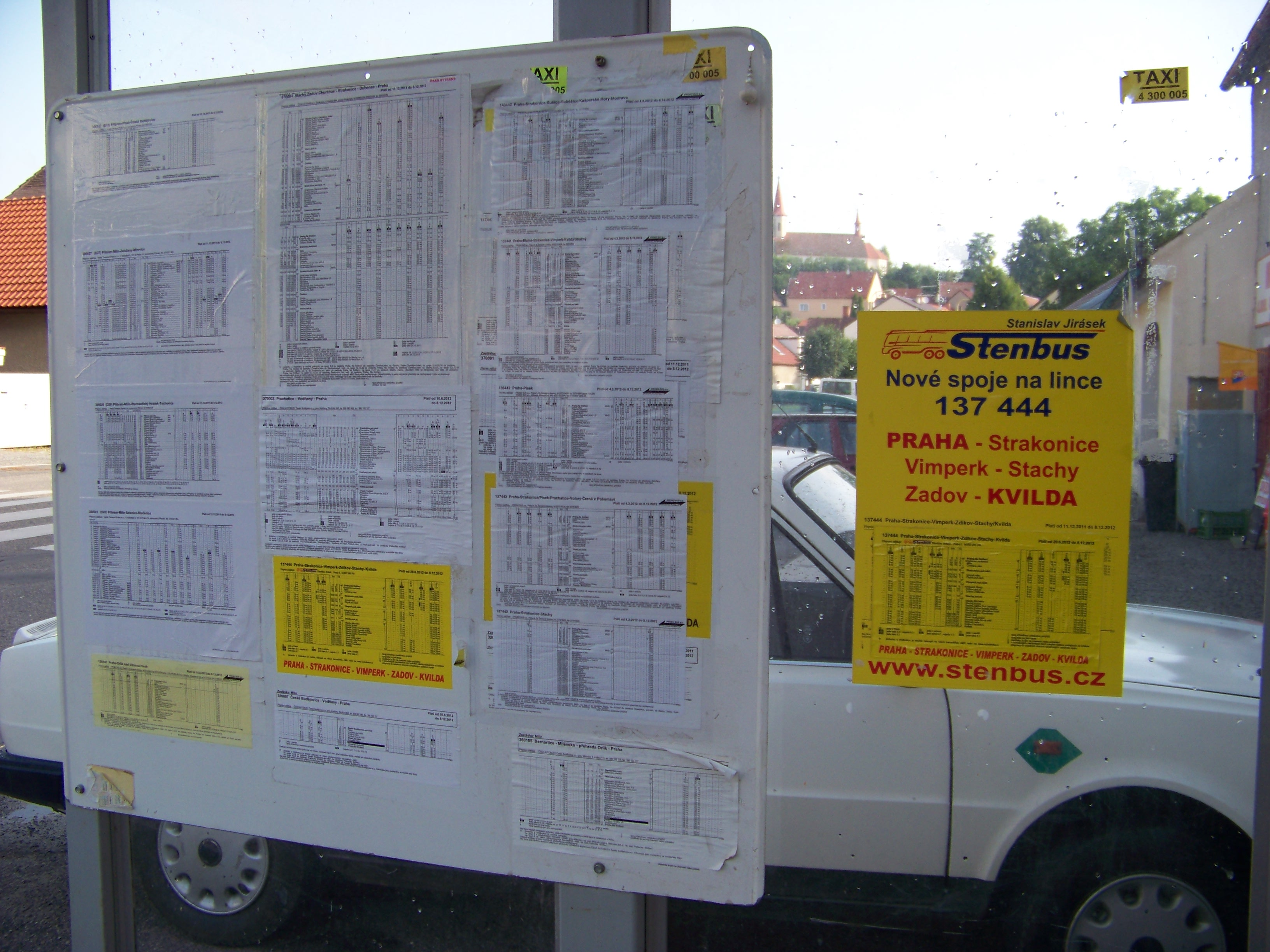
Jízdní řády dálkové linky 137444 mají nápadnou žlutočervenou barvu

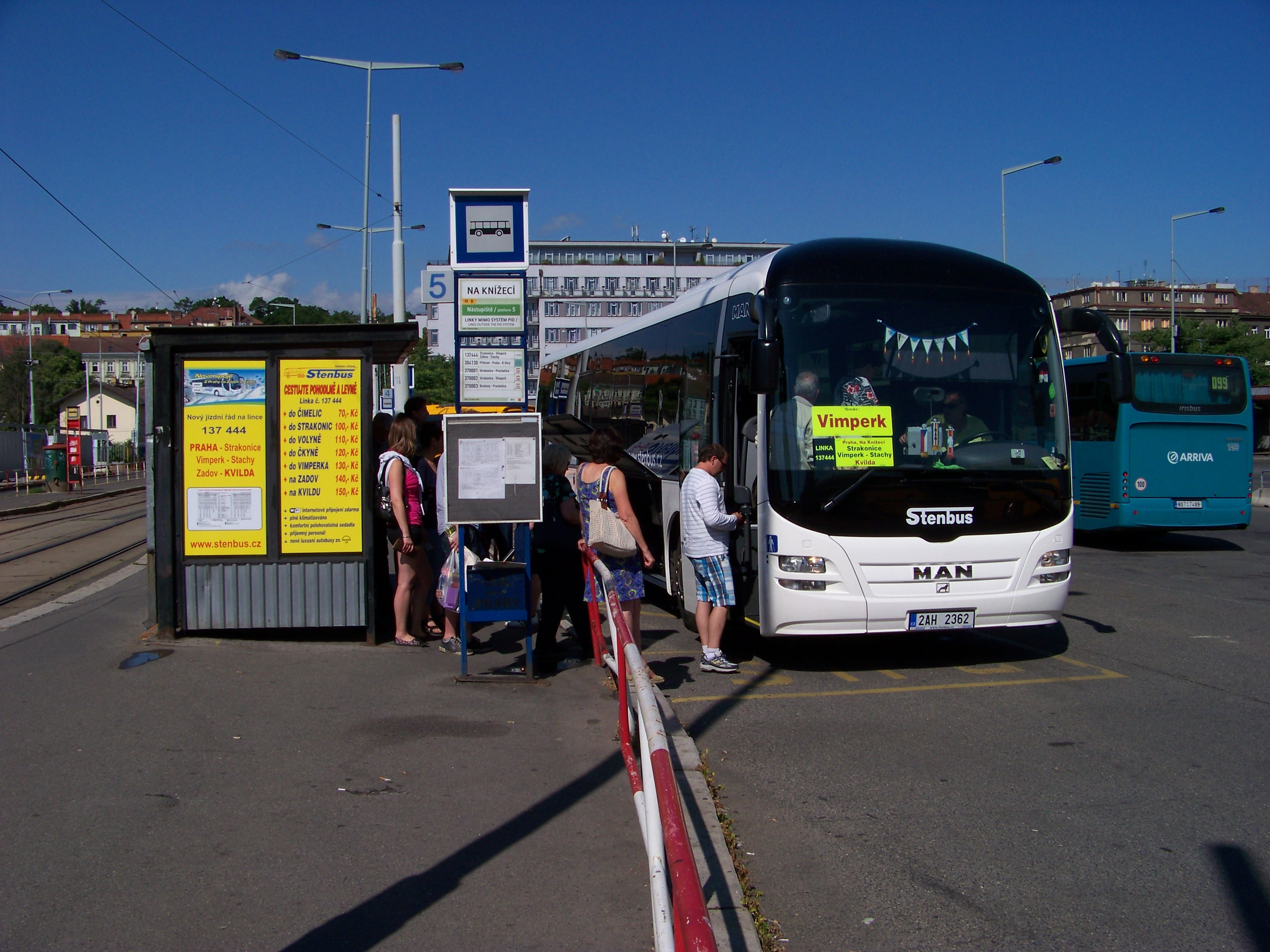
Autobus na lince Praha–Vimperk, zachycen v pražském terminálu Na Knížecí v létě 2013

Zpočátku Stenbus údajně zajišťoval náhradní dopravu zájezdovými vozy. Od roku 2000 začal provozovat i mikrobusy. Provozuje smluvní osobní dopravu zaměstnanců v Praze a Středočeském kraji pro firmy ČEROZ, DHL, Wincanton Trans Europan a zájezdovou dopravu a dopravu nákladními vozy.
Před rokem 2009 Stenbus vypomáhal (jako subdodavatel) v náhradní dopravě za tramvaje. Od jara 2008 do jara 2009 vypomáhal jako subdodavatel na linkách PID provozovaných dopravcem Veolia Transport Praha s.r.o.
Vlastním jménem vstoupil Stenbus do Pražské integrované dopravy 8. března 2009, kdy převzal linku 269 a školní linky 562 a 564 v oblasti Újezda nad Lesy; do té doby jezdil jako subdodavatel pro Veolia Transport Praha s. r. o. Od 1. května 2009 zahájil provoz na lince 263 Depo Hostivař – OC Štěrboholy. 1. listopadu 2010 zahájil provoz na lince 206 v trase Dejvická – OC Ruzyně (kde nahradil neintegrovanou linku 103122 kladenského dopravce Exprescar). 11. prosince 2011 začal provozovat novou midibusovou linku 260 v Újezdě nad Lesy. Od 9. prosince 2012 místo zrušené linky 206 provozuje linku 218 prodlouženou do původní trasy linky 206. Od 1. dubna 2012 provozuje novou linku 354 v trase Černý Most – Chvaly – Vojická – Nádraží Horní Počernice – Lukavecká – Votuzská – Na Kovárně – Sychrov – Jirny, Logistický park – Jirny, DHL, spolufinancované společností DHL.
V roce 2013 STENBUS s.r.o. provozuje linky Pražské integrované dopravy:
- 263 Depo Hostivař – Bezděkovská (od 1. května 2009)
- 269 Obchodní centrum Čakovice – Nádraží Uhříněves (od 8. března 2009)
- 218 Dejvická – Obchodní centrum Ruzyně (od 9. prosince 2012, předtím od 1. listopadu 2010 pod číslem 206)
- 562 Sídliště Rohožník – Ratibořická (od 8. března 2009)
- 260 Nádraží Klánovice – Netušilská (od 11. prosince 2011)
- 354 Praha – Černý Most – Jirny – DHL (od 1. dubna 2012)

Školní linku 564, kterou Stenbus provozoval od 8. března 2009, převzal od 1. září 2010 zpět Dopravní podnik hl. m. Prahy.
ROPID, hlavní město Praha ani dopravce nezveřejnili, jakým způsobem byl dopravce pro tyto zakázky vybrán, to však obvykle nedělají ani u ostatních dopravců.
Podle výroční zprávy organizace ROPID za rok 2011 byl podíl společnosti STENBUS na výkonech autobusové dopravy v rámci celé PID 1,13 %. V 1. čtvrtletí 2013 byl podíl na výkonech již 1,66 %. Mezi 13 autobusovými dopravci PID je řazen do skupiny 5 dopravců s malým podílem dopravních výkonů.
Ihned v prvním zveřejněném hodnocení autobusových dopravců PID, za 1. čtvrtletí 2011, se Stenbus umístil mezi 4 dopravci s nejvyšším stupněm hodnocení (dopravci s vysokou kvalitou), zatímco 9 dalších dopravců se umístilo ve třech nižších stupních hodnocení. Nejvyšší hodnocení si držel po všechna čtvrtletí roků 2011 i 2012. Za 1. čtvrtletí 2013 jej ROPID zařadil mezi 6 dopravců v nejvyšším stupni hodnocení (dopravci s vysokou kvalitou) – zbylých 7 dopravců bylo zařazeno do nižších kategorií. Standardy dlouhodobě nenaplňuje pouze v oblasti stáří vozidel.
Stanislav Jirásek navíc od 4. června 2011 svým jménem a autobusy Stenbus provozuje linku 137444 Praha – Strakonice – Vimperk – Stachy (- Kvilda), od 9. června 2013 byla část spojů z Kvildy prodloužena až na Kašperské Hory. Většina spojů je pouze víkendových, pouze jeden pár spojů jezdí denně.	Původní označení „Stanislav Jirásek - STENBUS“ bylo od 1. září 2011 v jízdním řádu změněno na pouhé „Stanislav Jirásek“.

## Vozový park
Dopravce má poměrně pestrý vozový park zahrnující vlastní i vypůjčené autobusy mnoha typů i barevných provedení. Provozuje či provozoval vozy typů Karosa B 932, Karosa B 931, Karosa B 731, Karosa B 941, Karosa C 934, Karosa C 954, Karosa B 952, Karosa C 955, Renault Citybus 12M, MAN Lion´s Regio, MAN Lion´s City (diesel i plynový), Irisbus Crossway LE 12M, Jonckheere ProCity, Mercedes-Benz Conecto LF, Mercedes-Benz Citaro I, Škoda 21Ab, SOR B 9,5, SOR C 10,5. V minulosti jezdil též vozy Mercedes-Benz Conecto Ü, Karosa C 734, Karosa C 735, Karosa B 732, Karosa C 744, Karosa B 741, Karosa LC 735, Renault Master dCi 120, Mercedes-Benz O 404-15 RHD, Volkswagen LT 46, Iveco Turbo Daily, Volkswagen Kutsenits City III
V létě 2013 uvádí (bez údajů o počtu vozidel jednotlivých typů) na svém webu autobusy Iveco Crossway LE, Karosa C955, Karosa C934E, SOR 9,5, MAN Regio, Karosa B 732, (mimo hlavní seznam vozového parku též kloubový autobus Karosa 744), mikrobusy Volkswagen LT 46 a Renault Master a nákladní automobil Liaz 150 s hydraulickou rukou.
Za 1. čtvrtletí 2013 byl podle hodnocení ROPID v rámci PID ze 13. autobusových dopravců na 3. místě (po About Me a DPP) podle podílu nízkopodlažních vozů, jichž ve svém vozovém parku vykázal 42,9 %. Naopak byl 3. nejhorší podle kritéria průměrného stáří vozidel (10,6 let, stanovený standard byl 9 let) a podílu vozidel mladších 12 let, v čemž hodnotou 53,6 % nedosáhl požadovaného standardu 60 % (níže se v obou těchto kritériích umístili jen dopravci Jaroslav Štěpánek a Vlastimil Slezák).
V prosinci 2019 zařadil do provozu 6 nových dieselových autobusů SOR NS 12 s převodovkou ZF.

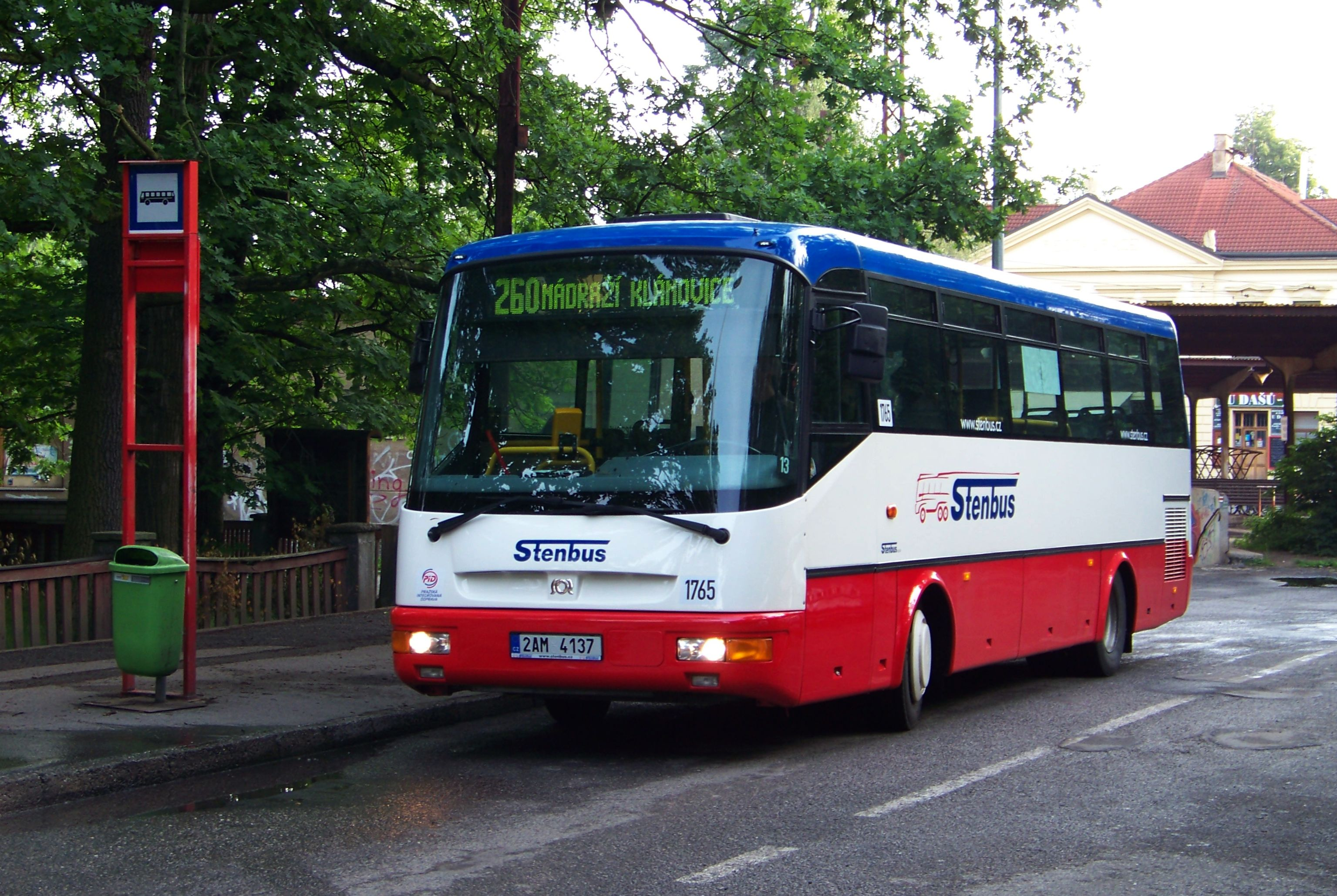
SOR B 9,5 v barvách PID na lince 260 v Klánovicích
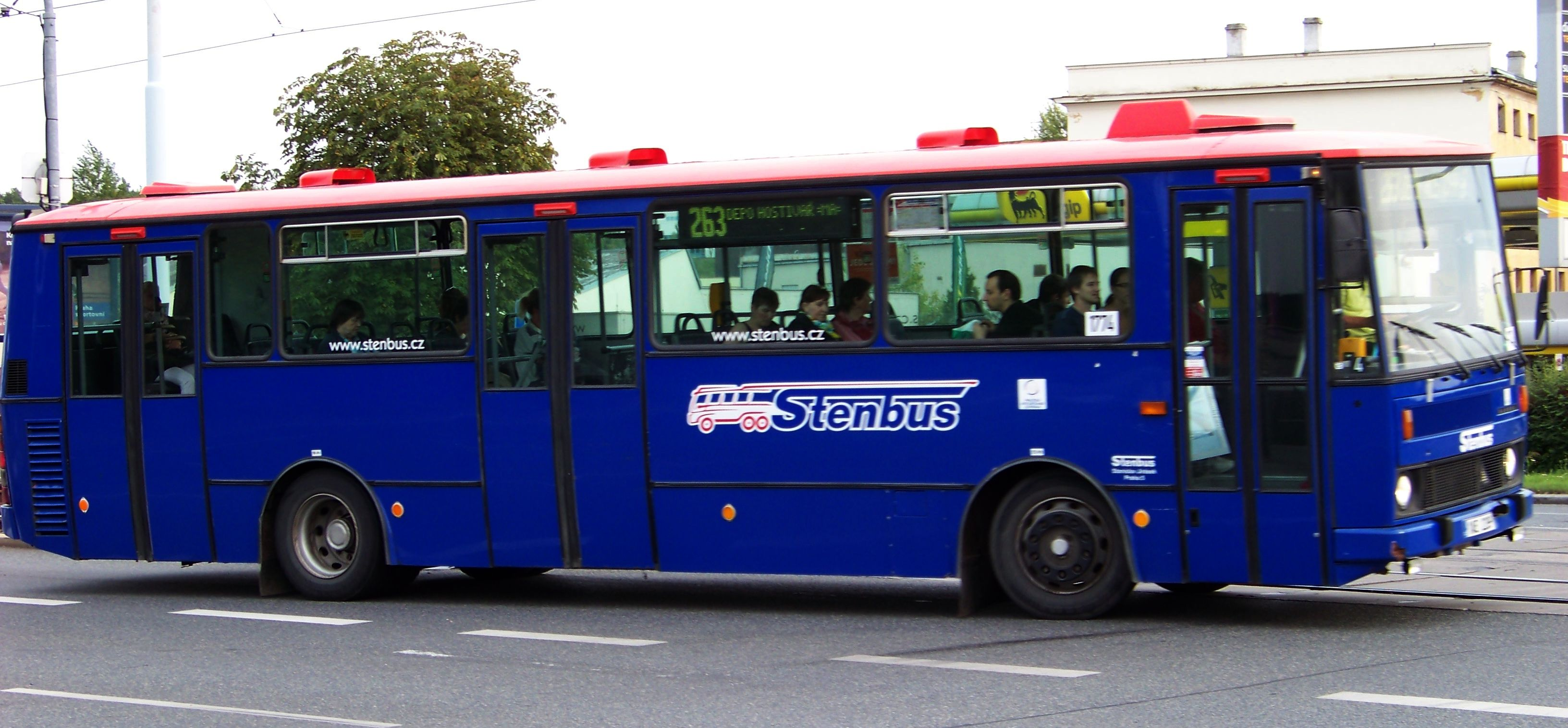
Starší autobus Karosa na lince 263 u Depa Hostivař, září 2012
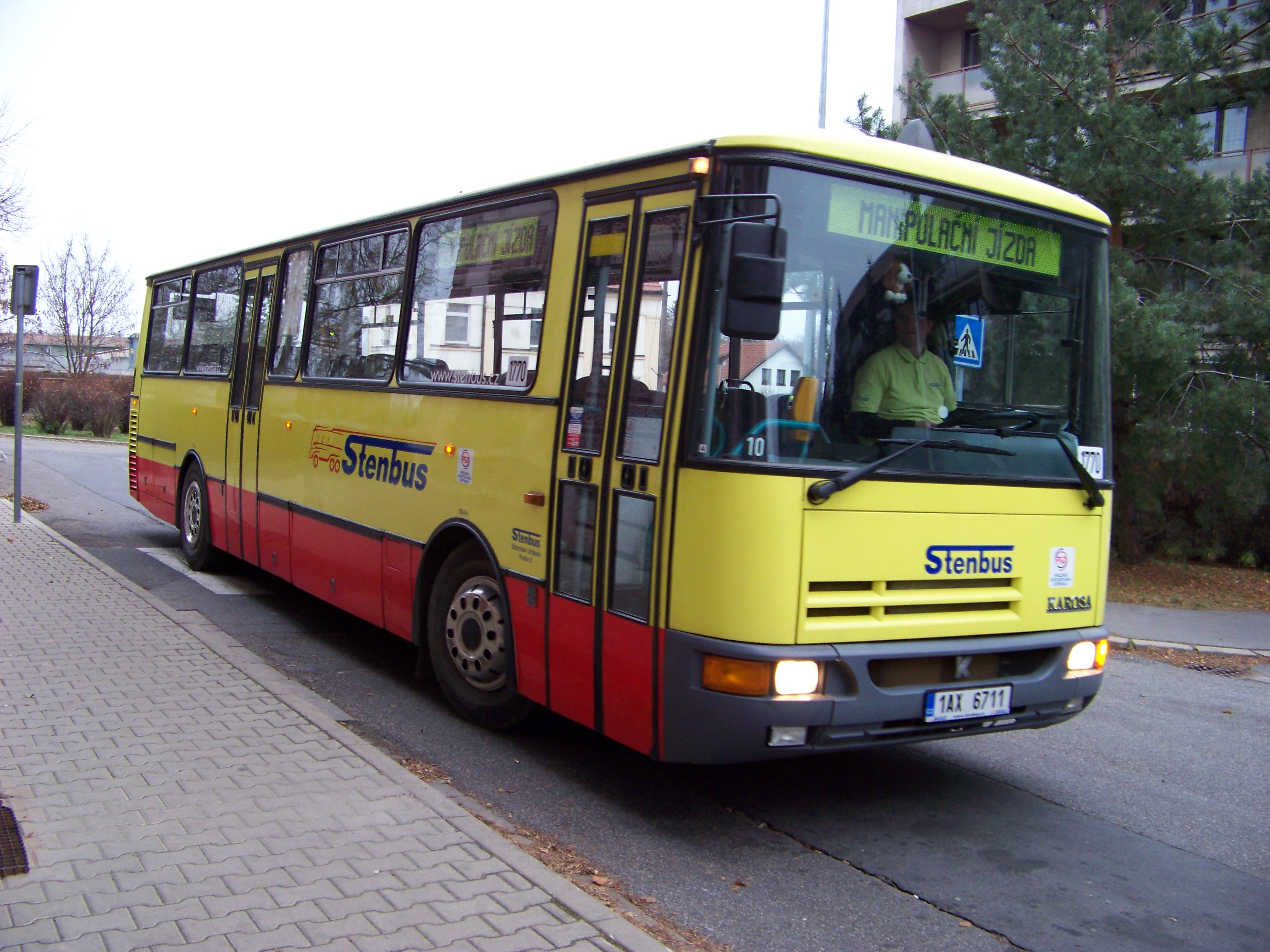
Autobus Karosa C 934 na lince 269 u nádraží v Uhříněvsi, prosinec 2011
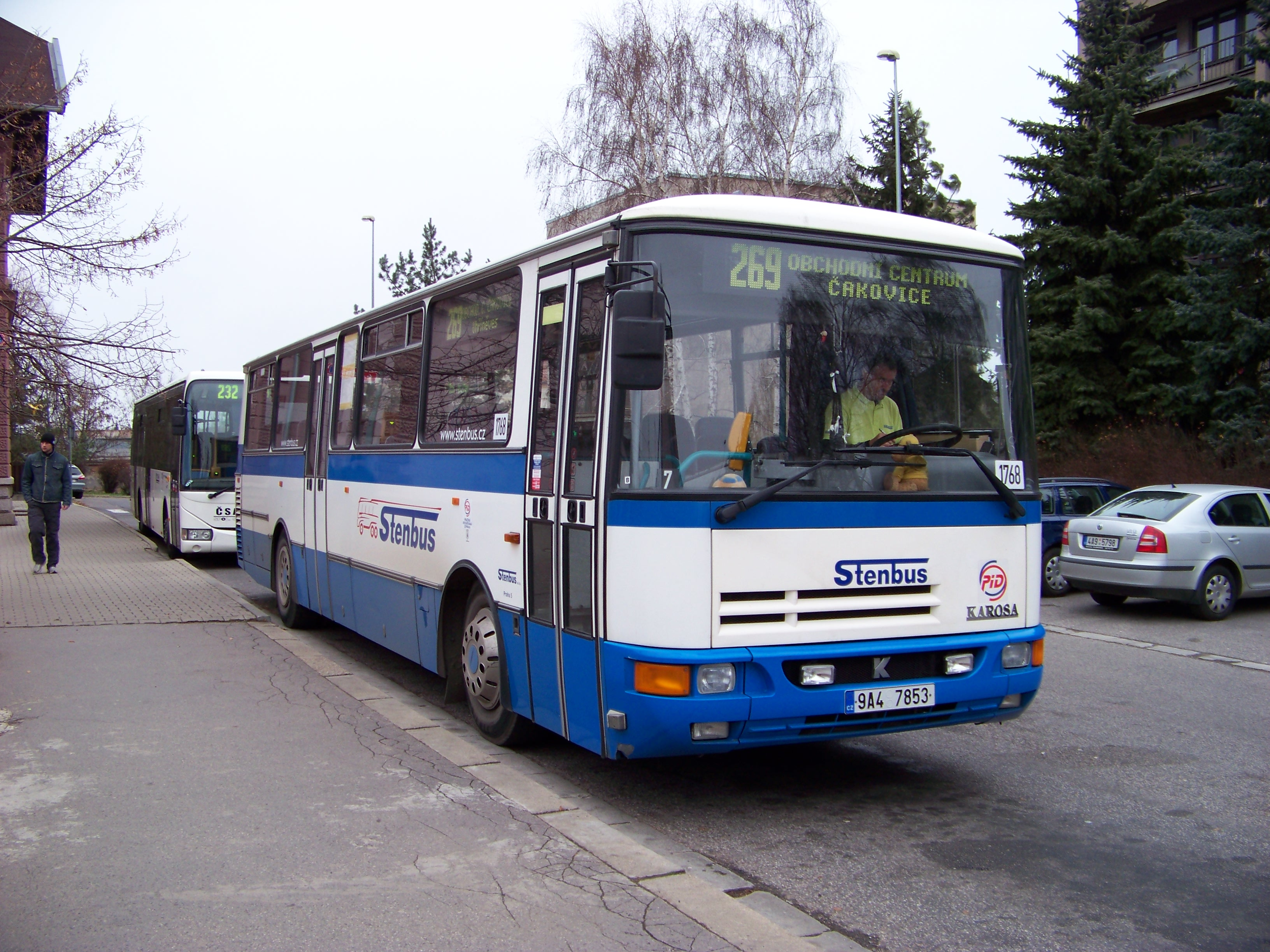
Autobus Karosa C 934 na lince 269 u nádraží v Uhříněvsi, prosinec 2011
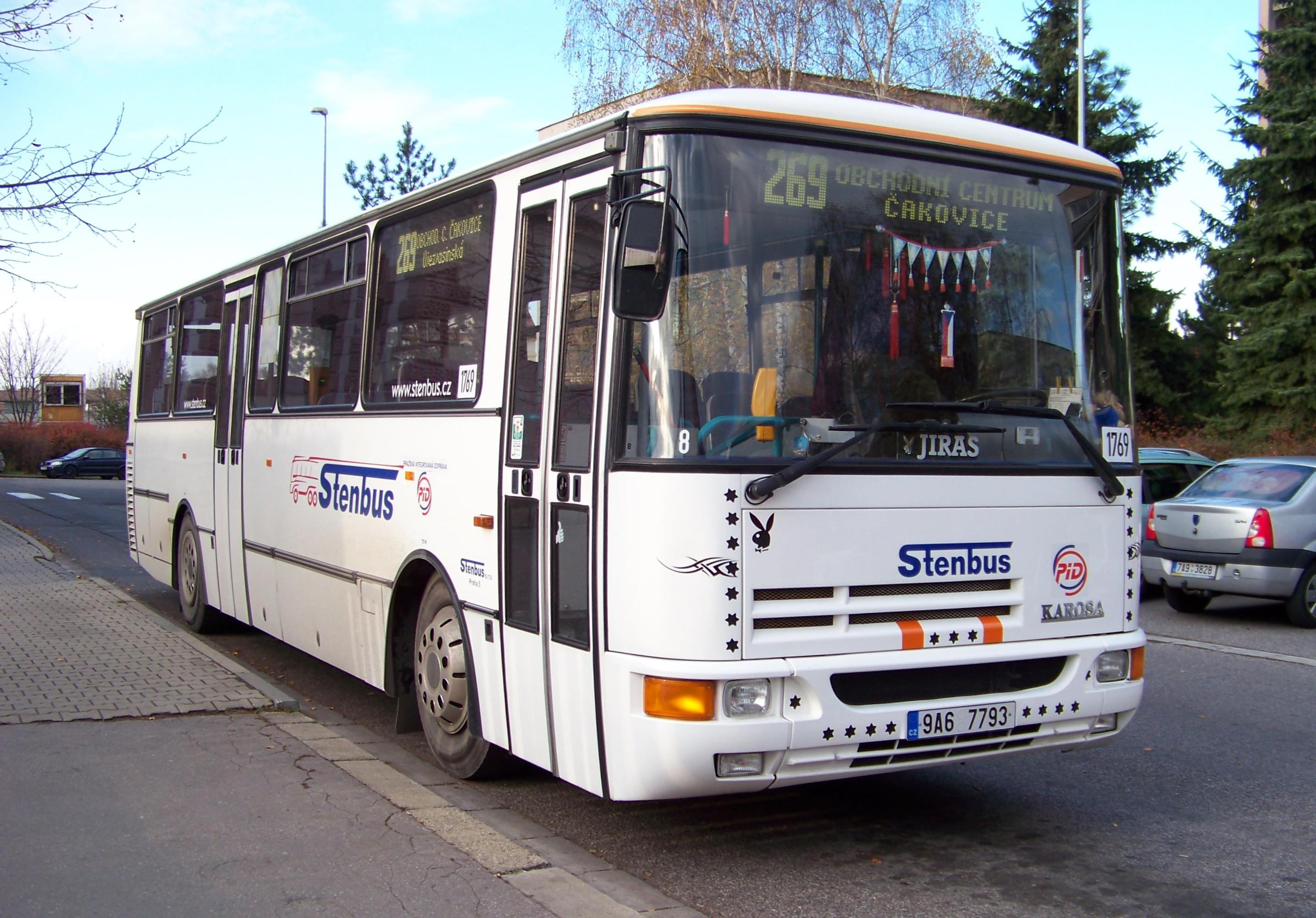
Autobus Karosa C 934 na lince 269 u nádraží v Uhříněvsi, listopad 2010
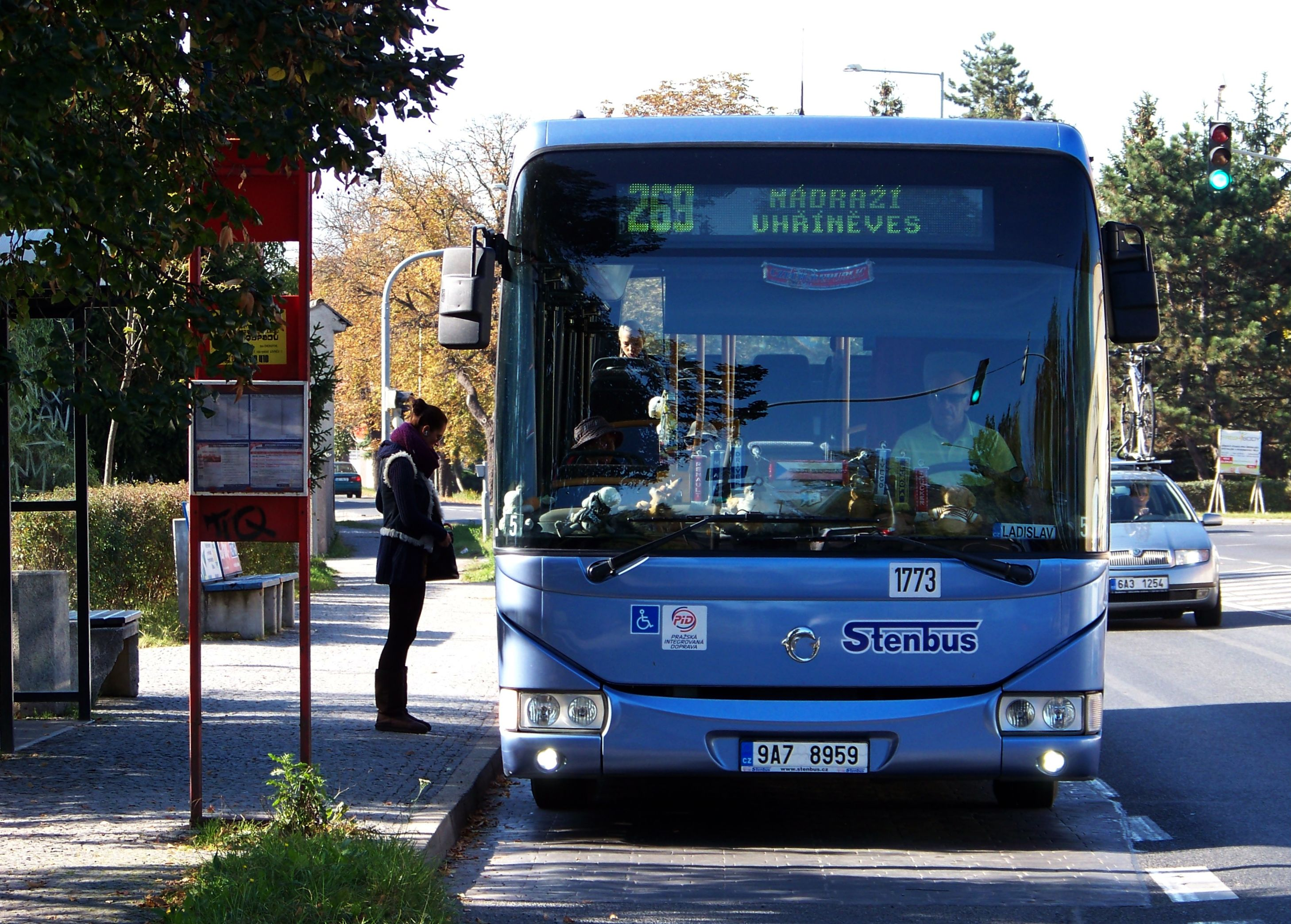
Irisbus Crossway LE na lince 269 v Běchovicích, říjen 2011
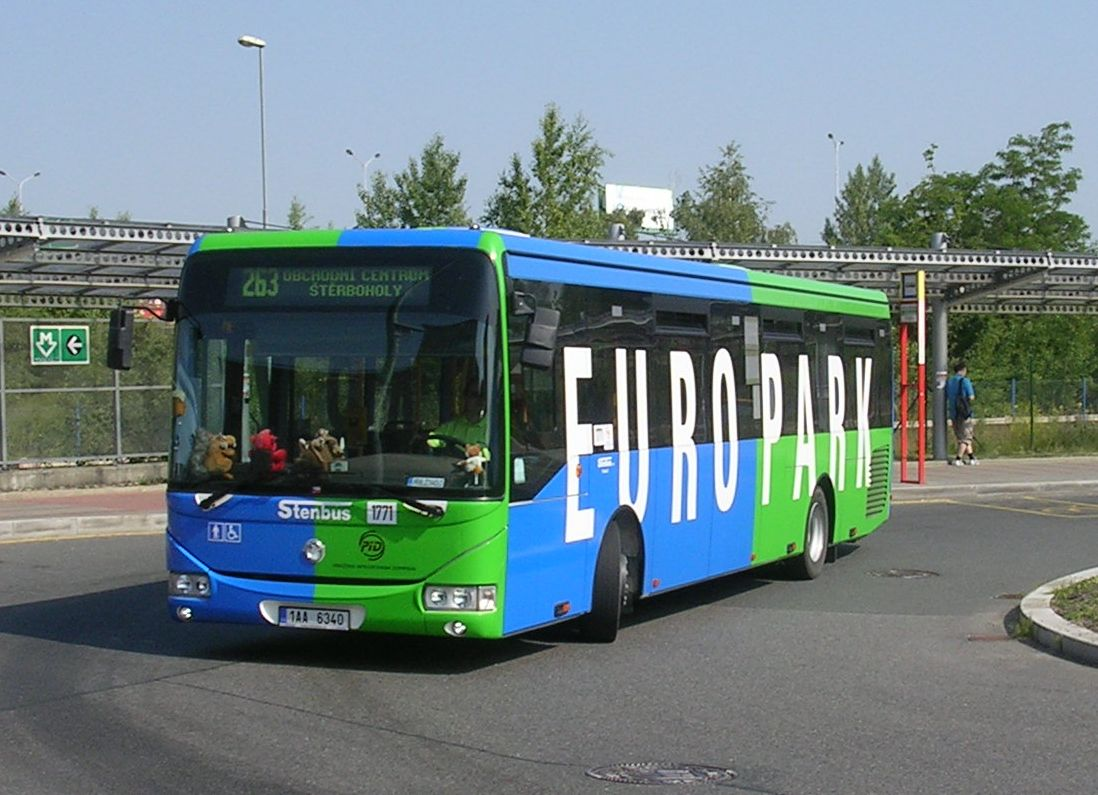
Irisbus Crossway LE na lince 263 v barvách Europarku, Depo Hostivař, červen 2010
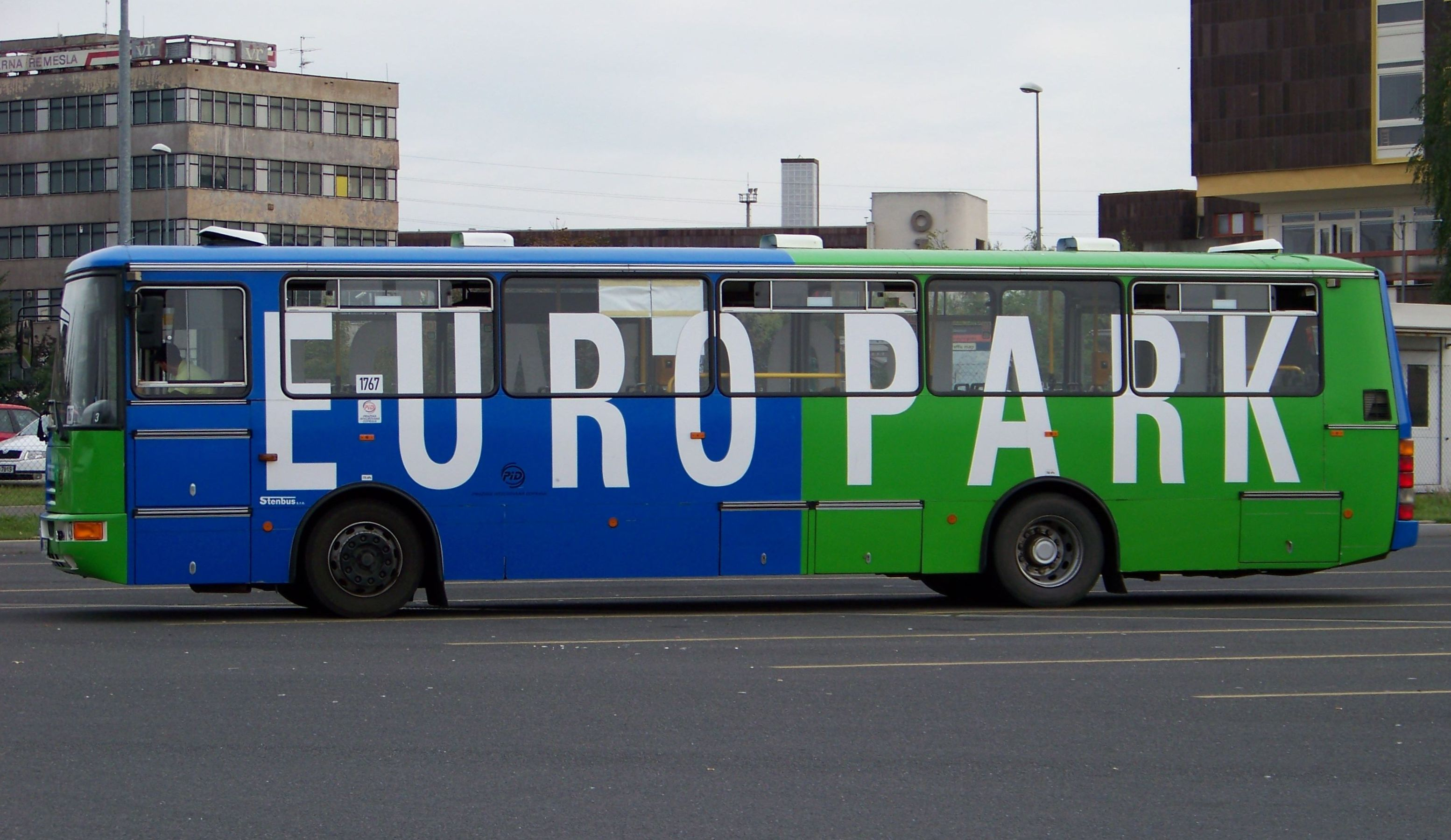
Autobus Karosa pro linku PID č. 263, zajišťující dopravu k Europarku Štěrboholy
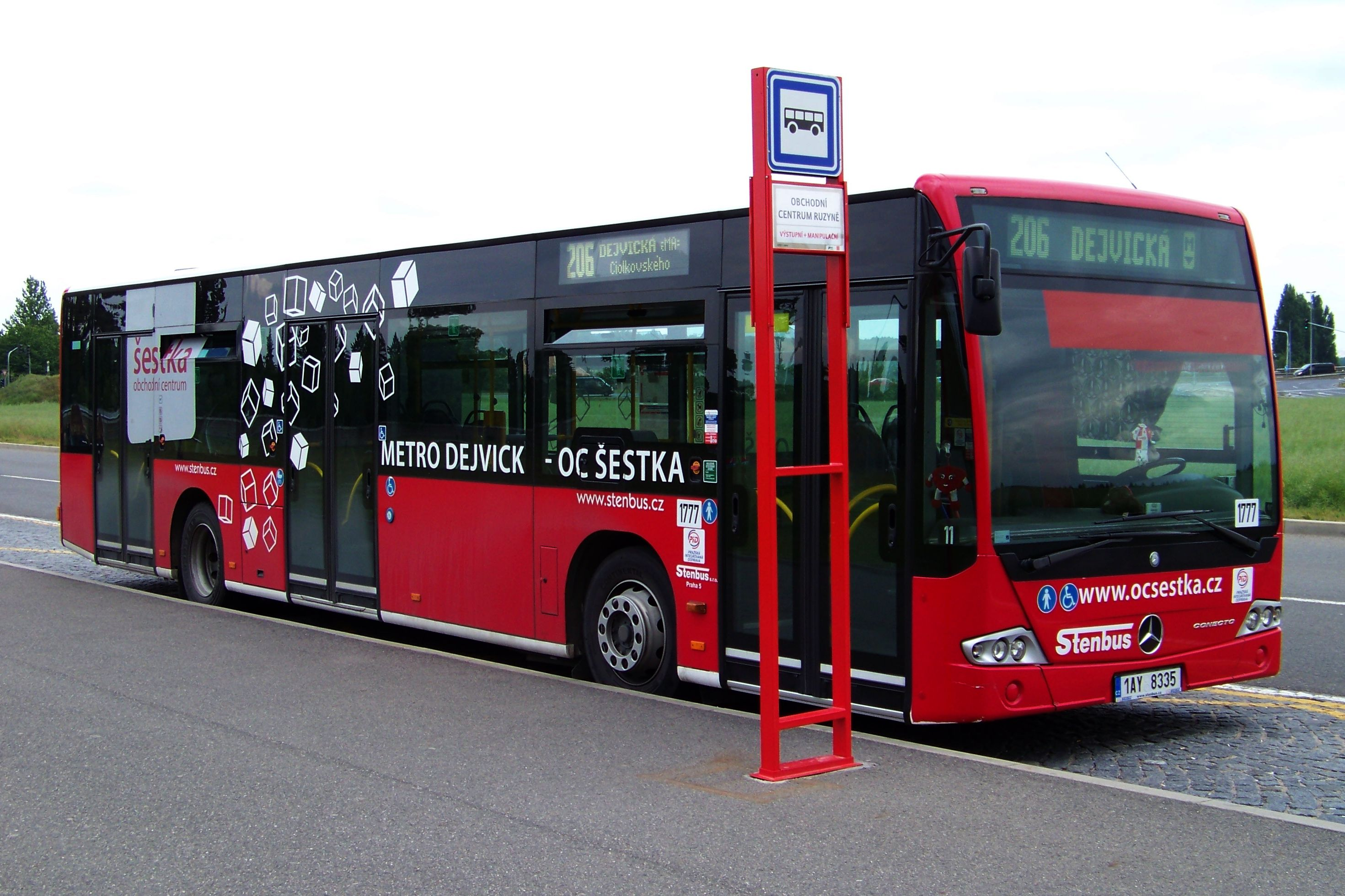
Autobus Mercedes-Benz Conecto na lince PID č. 206 k obchodnímu centru Šestka v Ruzyni
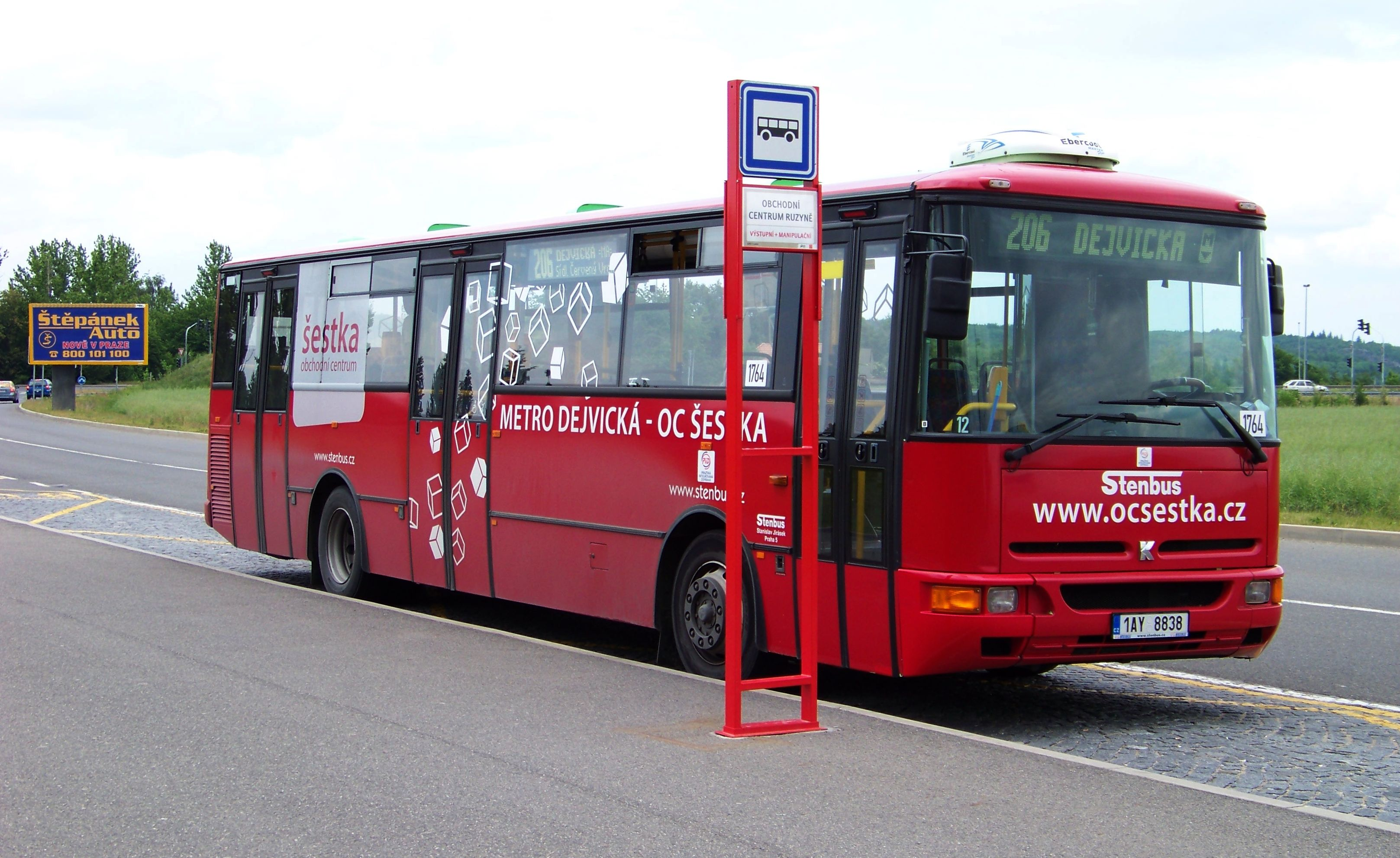
Karosa B 952 na lince PID č. 206 u obchodní centra Šestka v Ruzyni, červen 2012
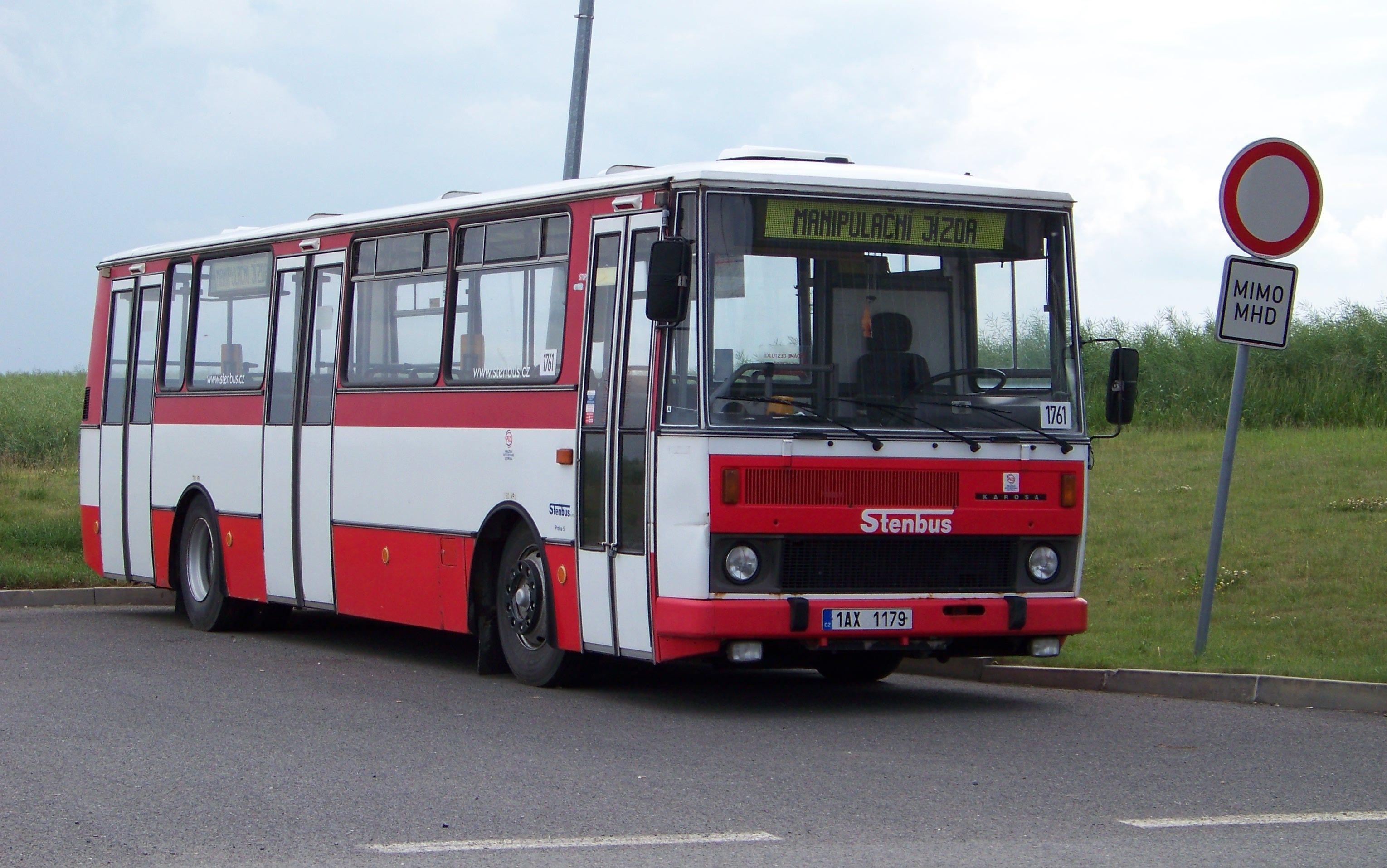
Záložní Karosa B 732 u obchodní centra Šestka v Ruzyni, červenec 2012
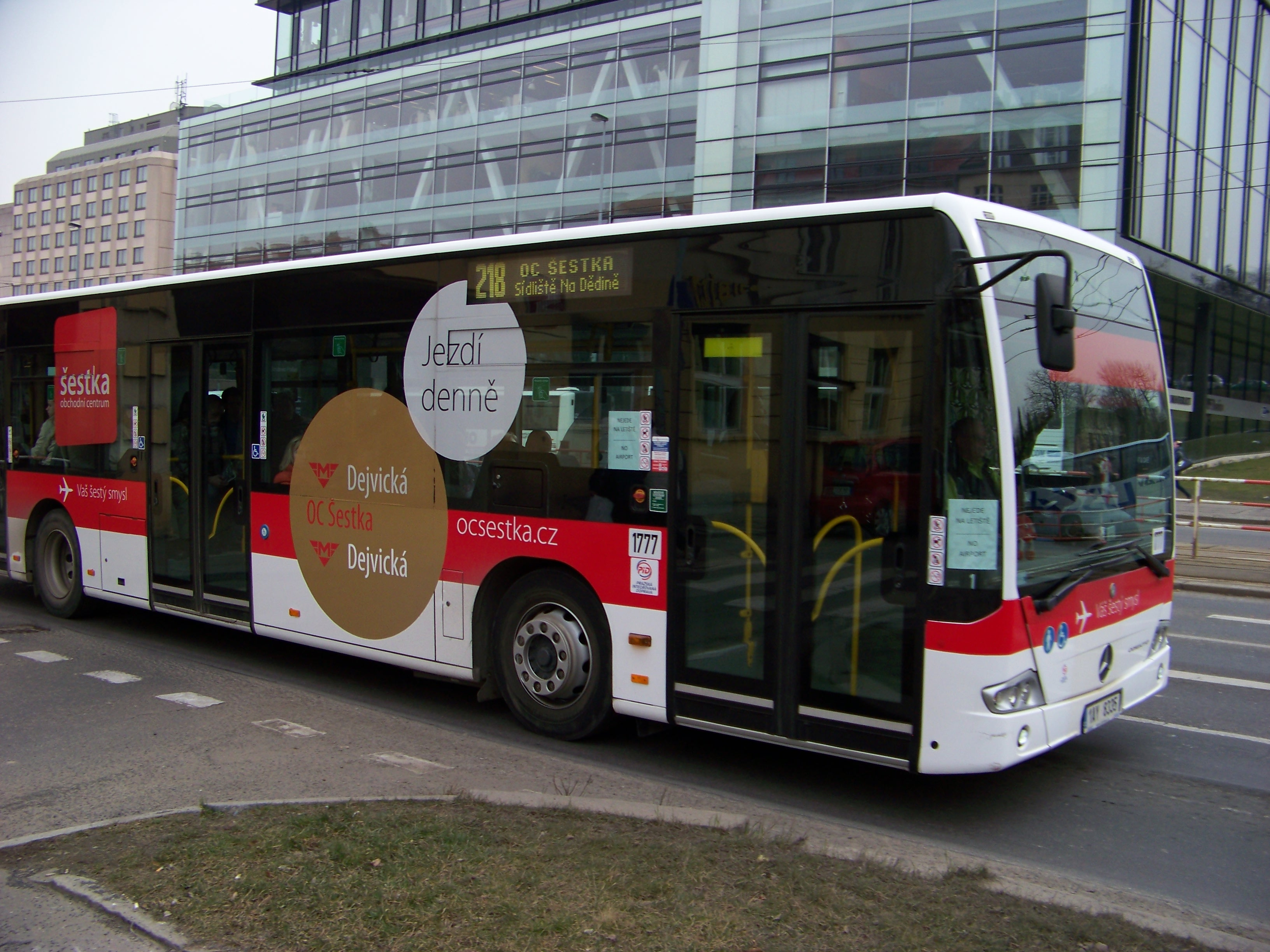
Nový reklamní polep OC Šestka na lince 218, březen 2013